# Tripiṭaka

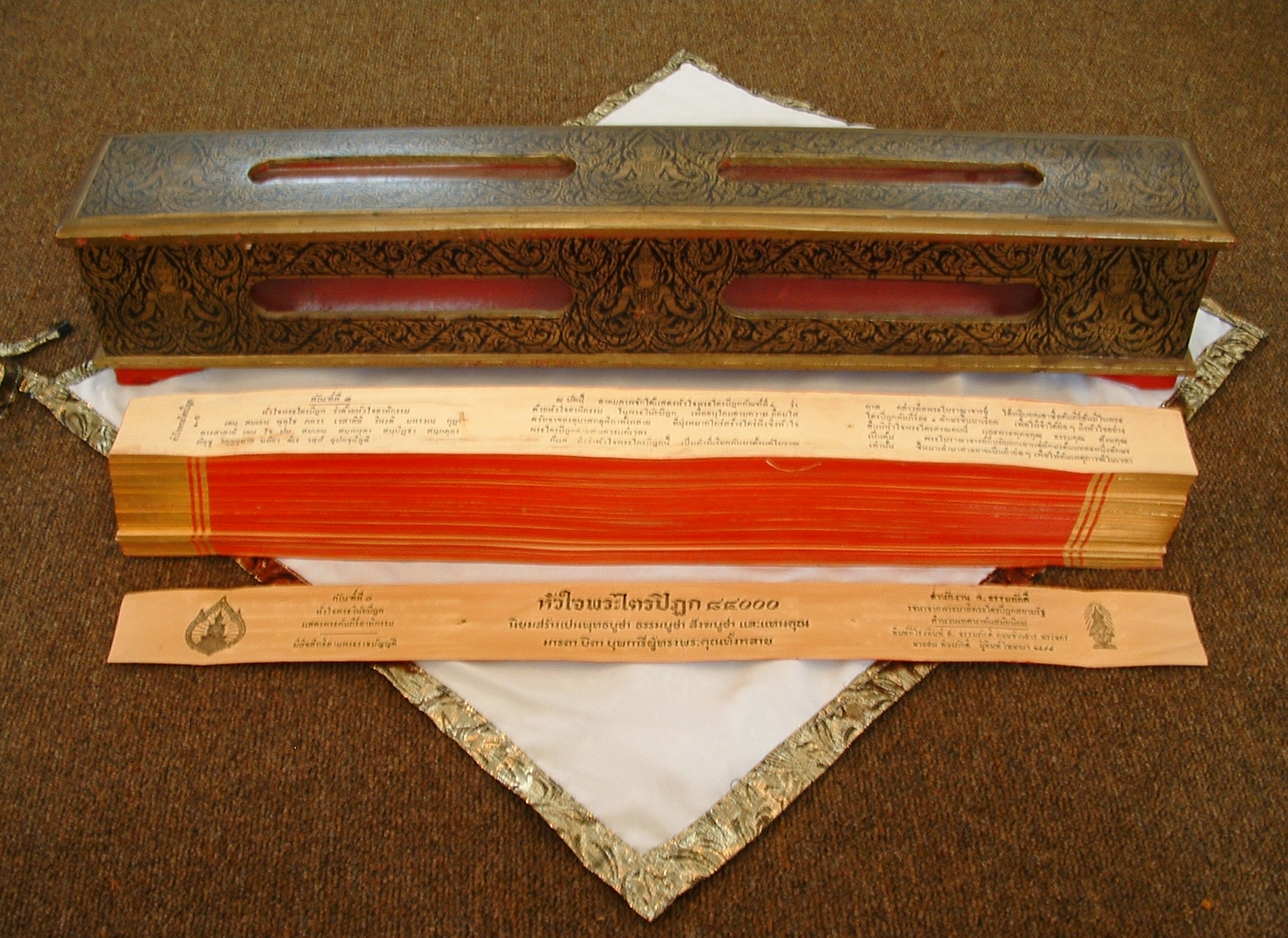
Manuscrit de Tripiṭaka de Tailàndia

Tipiṭaka, que significa "cistella triple", és el terme tradicional per a les antigues col·leccions d'escriptures sagrades budistes. El Tripiṭaka es compon de tres categories principals de textos que constitueixen col·lectivament el cànon budista: el Sutra Piṭaka, el Vinaya Piṭaka i l'Abhidhamma Piṭaka.
El Cànon Pāli mantingut per la tradició Theravāda al sud-est asiàtic, el Cànon budista xinès mantingut per la tradició budista d'Àsia oriental i el Cànon budista tibetà mantingut per la tradició budista tibetana són alguns dels Tripiṭaka més importants del món budista contemporani.
Tripiṭaka s'ha convertit en un terme utilitzat per a les col·leccions de moltes escoles, encara que les seves divisions generals no coincideixen amb una divisió estricta en tres piṭakas.